# Le Trêtre
Pour l’article ayant un titre homophone, voir Le Traître.
Le Trêtre est un roman d'espionnage de Vladimir Volkoff, publié en 1972, sous le pseudonyme de Lavr Divomlikoff, aux éditions Robert Morel. Paru pendant la guerre froide, le roman est traduit en plusieurs langues, puis fait l'objet d'une coédition Julliard / L'Âge d'Homme en 1983.
Le mot du titre « Trêtre » fait référence au « traître » et au « prêtre ».

## L'intrigue
Le gouvernement totalitaire d'un pays slave, qui ne sera pas nommé, essaie depuis deux générations de détruire la foi religieuse du peuple. Un seul moyen : introduire dans l'Église un agent qui deviendra prêtre et qui la torpillera de l'intérieur. Le lieutenant Grigori, agent d'un service de renseignement qui ressemble au KGB reçoit cette mission. Comme il s'agit de l'Église orthodoxe, où les prêtres sont mariés, il épousera l'innocente Alona. Mais vingt ans de prêtrise transforment un homme. L'espion de la borne d'arrivée ne ressemble pas à celui de la borne de départ. Les impératifs politiques ont changé, eux aussi.
Grigori, personnage central et narrateur du récit, est issu d'une famille de boyards dont la mère a été tuée par le Parti pour avoir caché un curé. Il rentre par la suite dans l'armée, est élevé au grade de lieutenant où il est sous le commandement du chef de service Grouztchik. Grigori, qui a accepté sa mission par haine d'un prêtre par la faute de qui sa mère est morte, affrontera le martyre en essayant de ne rien brûler de ce qu'il a adoré, même s'il adore ce qu'il a brûlé. Adoptant un point de vue interne, le roman se construit autour de la vie d'un agent infiltré, renvoyant le lecteur à plusieurs périodes chronologiques sources de retours soudains en arrière.

### Résumé
Prologue
Grigori rencontre le chef de service Nadson (successeur de Verniak, lui-même successeur de Grouztchik) et lui remet un fichier. Puis, les différents personnages qui interviendront plus tard dans le roman sont évoqués. Nadson demande à Grigori d'écrire une lettre à Dobermann, titulaire de la chaire d'athéisme à l'université.
Acte I
Grigori rédige la lettre à Dobermann précisant, en bon serviteur du Parti, qu'il lui est très difficile de continuer à tromper les hommes et de jouer la comédie dans son rôle de prêtre fervent. Il se justifie en affirmant être persuadé que Dieu n'existe pas et ne peut exister.
Le narrateur effectue ensuite un retour en arrière 20 ans plus tôt lorsque Grigori, jeune et imberbe, se voit décrire sa mission par Grouztchik, haut dignitaire du Parti, personnage par ailleurs rustre et violent. Il lui confie la tâche de grimper dans la hiérarchie ecclésiastique afin d'être nommé évêque.
Il s'ensuit une description de l'arrivée de Grigori au séminaire dans le cadre de sa mission secrète puis de ses premiers contacts et pas dans la communauté. Trois pères sont particulièrement dépeints parmi les sept séminaristes : Mitrophane, le plus vieux, vouant un culte soutenu à Marie, Nicéphore, le recteur, huileux et onctueux et Michel, le plus jeune, responsable de la liturgie.
Acte II
Le roman se situe lors de la 3e année de séminaire de Grigori. Il décrit l'arrivée au séminaire de trois camions de miliciens avec à leur tête le capitaine Lodzianko, dix hommes et un commissaire. Tout le clergé se retrouve rassemblé dans la chapelle où Grigori lave le plancher. On leur apprend qu'ils doivent quitter les lieux et vider le séminaire de tout son mobilier. Grigori frappe un soldat qui a sali le plancher, risquant d'échouer dans sa mission d'infiltration discrète nécessitant de se forger un personnage crédible de séminariste.
Grigori se réveille dans une cellule, le corps douloureux, où il est présenté à Grouztchik ,trois années après leur dernière entrevue. Il tente d'expliquer son geste en mentant, se justifiant par rapport à la mission. On le presse d'aller rendre visite au père Michel pour demander son ordination. Il apprend aussi que Nicéphore est décédé. Grigori va à la rencontre de Mitrophane, désormais placé dans un asile. Celui-ci ne peut pas ordonner Grigori. Grigori va alors à la rencontre de Michel dans un appartement que ce dernier partage avec des femmes dont l'une se prénomme Alona. Grigori patiente dans l'appartement, attendant le retour de Michel qui finit par rentrer et qui lui parle de Nicéphore en imputant son décès à l'écart de conduite de Grigori. Il lui refuse l'ordination comme Nicéphore le lui a demandé avant de s'éteindre.
Acte III
Sans ordination, Grigori sait pertinemment qu'il ne pourra jamais devenir évêque, échouant par la même dans sa mission. Pourtant, il lui reste un moyen d'y parvenir : le mariage. Grigori rencontre Grouztchik afin de lui expliquer la situation et ses plans. Les prêtres veufs devenant évêques, il songe à un projet macabre de camion fou qui renverserait sa femme. Dans cette optique, il demande à Alona de devenir son épouse. Le mariage est célébré puis l’ordination comme diacre et enfin comme prêtre.
Acte IV
Grigori est désormais responsable d'une paroisse et des enfants de la paroisse. C'est l'occasion pour le narrateur d'effectuer un retour de 17 ans en arrière sur l'échange qu'il a eu avec Verniak lorsque celui-ci refusait qu'Alona soit tuée, annulant ainsi la décision de son prédécesseur. Grigori fait part au lecteur de son désarroi devant cette décision. Retour 17 ans plus tard avec la visite de Grigori au dévot Ambroise qui se meurt. Après un dialogue avec Ambroise, alors que ce dernier est mourant, Grigori l'assassine par étouffement.
Acte V
Grigori donne à Alona sa lettre à Dobermann pour qu'elle la poste. Impatient d'obtenir une réponse du Parti, Grigori connaît tourments et inquiétudes devant l'absence de réponse. Il se met à penser à de nombreuses éventualités. Il célèbre sa dernière messe, cogitant longuement au cours de celle-ci. Il commente et fait des observations tout au long du récit de la liturgie.
Epilogue

## L'ouvrage
Ce roman a été publié pour la première fois en 1972 chez Robert Morel, sous le pseudonyme de Lavr Divomlikoff. Vladimir Volkoff s'explique, dans une préface, sur les raisons qui lui ont fait rééditer ce livre sous son véritable nom chez Julliard en 1983. Il évoque ce roman dans L'hôte du Pape, paru trente ans plus tard et qui reprend l'idée d'une infiltration du KGB au sein du clergé orthodoxe. L'ouvrage a connu plusieurs éditions :
- Le Trêtre (sous le pseudonyme de Lavr Divomlikoff), Robert Morel, Les Hautes Plaines de Mane 1972, Marabout, sous le nom de Vladimir Volkoff, Julliard/L’Âge d’Homme, Paris/Lausanne 1983, 340 p.  (ISBN 2-260-00342-7) Presses-Pocket, Paris 1985.
- Le Trêtre, Vladimir Volkoff, Julliard, 211 pages  (ISBN 2260003427) 30 septembre 1983
- Le Trêtre, Vladimir Volkoff, L'âge d'homme  (ISBN 2260003427) 1er août 1992
- Le Trêtre, Vladimir Volkoff, Presses pocket (Paris), 247 p.  (ISBN 9782266015851) 1er septembre 1985
- Le Trêtre (sous le pseudonyme de Lavr Divomlikoff), Bibliothèque Marabout, 250 p.  (EAN 2000042625245) (ASIN B0013SRGO6) 1973

### Versions étrangères
- en espagnol : El Traidor, Acervo, Barcelona 1972
- en néerlandais : De Kerkvrader, Nijch & van Ditmar, Rotterdam 1972
- en allemand : Der Verräter, Paul Zsolany, Wien Hamburg 1973, Heyne Buch, München 1976
- en anglais : The Traitor, Doubleday, Garden City New York 1973, Heinemann, London 1974, Popular Library, New York 1976, Corgi, London 1977